# Feixans de la Font de l'Uec
Els Feixans de la Font de l'Uec és un feixà del terme municipal d'Abella de la Conca, a la comarca del Pallars Jussà.

Els Feixans de la Font de l'Uec, respecte del terme d'Abella de la Conca

Estan situats al nord-est d'Abella de la Conca, a ponent de la Casa de la Vall. Són a l'esquerra del barranc de la Vall, al nord de les Llenes. Als peus d'aquests feixans hi ha la Font de l'Uec.

## Etimologia
Es tracta d'un topònim romànic modern, de caràcter descriptiu: són els feixans situats a prop de la Font de l'Uec.